# Muros
Muros (sardinsky: Mùros) je italská obec (comune) v provincii Sassari v regionu Sardinie. Nachází se ve výšce 305 metrů nad mořem a má 818 obyvatel. Rozloha obce je 11,23 km².